# 劉藜青
劉藜青（？—？），河南省懷慶府修武縣人，清朝政治人物、同進士出身。

## 生平
光緒十八年（1892年）壬辰科三甲174名进士。同年五月，仍任湖南道員。
工山水花卉，远学徐熙、王渊、吕纪、恽南田、蒋廷锡等，多描绘山禽水鸟、四季花木、溪渚坡石等传统题材。